# Stereophyllum rhabdodonta
Stereophyllum rhabdodonta là một loài Rêu trong họ Stereophyllaceae. Loài này được (Cardot) Grout miêu tả khoa học đầu tiên năm 1945.